# Zdeněk Vokatý
Zdeněk Vokatý, zvaný Londýn (* 13. listopadu 1951 Klatovy), je český hudebník, jedna z výrazných tváří českého undergroundu.
Narodil se Klatovech, ačkoli rodiče jinak žili v Praze. Otec byl příslušníkem Státní bezpečnosti, matka se s ním později rozvedla. Zdeněk Vokatý už od poloviny 60. let začal nosit dlouhé vlasy, učil se na kytaru a měl jako mánička problémy s policií. Žil v Mariánských Lázních a vystudoval střední klempířskou školu. Byl chvíli členem Knížákovy skupiny Aktual a poté, co se potkal s Miroslavem Skalickým, začal hrát v jeho kapele The Hever and Vazelína Band. V roce 1970 se seznámil i s Františkem „Čuňasem“ Stárkem, se kterým hodně cestoval autostopem. Chvíli pracoval jako kulisák, také v pražském Národním divadle, pak žil na hradě Houska, kde dělal kastelána Svatopluk Karásek. Zde se seznámil se svou budoucí ženou Dášou Ptaszkovou. Jako jeden z prvních podepsal Chartu 77, kvůli tomu represe ze strany režimu postupně zesílily. V té době se oženil a s Dášou se jim v Ostravě narodil syn Matěj. Stal se také členem VONS a narodila se jim dcera Bohdanka. Nakonec spolu s Karáskovou rodinou emigrovali roku 1980 do Vídně, kde se později s Dášou rozvedli, i poté však spolu kvůli dětem žili. V emigraci se Zdeněk Vokatý podílel na pašování exilového tisku do Československa a v obci Klement zrekonstruoval statek, na kterém v letech 1986–1988 uspořádal několik „Setkání mládeže u Londýna na zámku“. Také hrával ve Švýcarsku se Svatoplukem Karáskem. Po sametové revoluci se znovu oženil a zatímco Dáša začala žít s Ivanem „Magorem“ Jirousem, Zdeněk Vokatý do Česka jen občas dojíždí.